# Mountfield (Sussex de l'Est)
Mountfield est une paroisse civile et un village du Sussex de l'Est, en Angleterre.